# Le Buisson ardent (Froment)
Pour les articles homonymes, voir Buisson ardent.
Le Buisson ardent est un triptyque de Nicolas Froment, artiste avignonnais, réalisé au XVe siècle. 

## Histoire
Le triptyque est commandité en 1476 par le roi René pour le tombeau de ses entrailles. L'œuvre provient du couvent des Grands-Carmes, détruit sous la Révolution. Elle devait surmonter l'autel du couvent où le roi René souhaitait que ses restes reposent. Elle y est demeurée jusqu'en 1792, puis transférée en 1808 à la cathédrale Saint-Sauveur d'Aix-en-Provence où depuis 2011 elle est exposée dans la chapelle Saint-Lazare.

## Description
Sur le retable replié est peinte en grisaille et en trompe-l’œil une Annonciation où l'Archange Gabriel et la Vierge Marie se font face. Leur dialogue (« Salut, pleine de grâce, le Seigneur est avec toi » — « Je suis la servante du Seigneur, qu'il me soit fait selon sa parole ».) est retranscrit sur des parchemins peints au centre du retable. L'Ange tient un rameau d'olivier avec douze olives, symbole de paix.
Le retable s'ouvre du côté gauche où apparaît le roi René agenouillé, vêtu de ses armes (Hongrie, Sicile, Anjou, Aragon) et de l'habit des chanoines de Saint-Victor, entouré de ses saints patrons, Marie-Madeleine, Antoine le Grand et Maurice d'Anjou portant la bannière de l'ordre du Croissant fondé par le roi. Sur le panneau de droite, la reine Jeanne de Laval est agenouillée devant son livre de prière. Elle est entourée de saint Jean, sainte Catherine d’Alexandrie et de saint Nicolas.
Le panneau central représente la Vierge et l'Enfant sur le Buisson ardent. Au premier plan, sur la droite, Moïse, gardant son troupeau, se déchausse à la vue de cette apparition. Une citation du livre des Proverbes surmonte l'œuvre : « Celui qui m'aura trouvé trouvera la vie et puisera le salut dans le sein de Dieu », allusion aux croyants sauvés par leur foi. Selon des spécialistes, la ville représentée sur la droite du tableau évoquerait Avignon. Quant au château sur la gauche, ce pourrait être le château de Saumur en Anjou, propriété du roi René.
Le cadre peint du panneau central représente les douze rois de Juda. Dans le bas du cadre, l'explication du Buisson ardent est inscrite : « Dans le buisson que Moïse a vu brûler sans se consumer, nous avons reconnu, sainte Mère de Dieu, ta virginité admirablement conservée ». La scène est remplie de symboles, les brebis, la végétation, les gestes, le médaillon (sur la poitrine de l'ange où sont peints Adam et Ève, donc la faute originelle est rachetée par la Vierge), le miroir, les vêtements, le soleil levant, le rocher (image biblique de Dieu et sur lequel pousse le Buisson aux douze troncs de figuier), le fleuve, les bêtes et même les couleurs, rien n'est laissé au hasard.
Restaurée, l'œuvre, qui pèse près d'une demi-tonne, a été réinstallée dans la cathédrale fin janvier 2011.

Triptyque du Buisson ardent
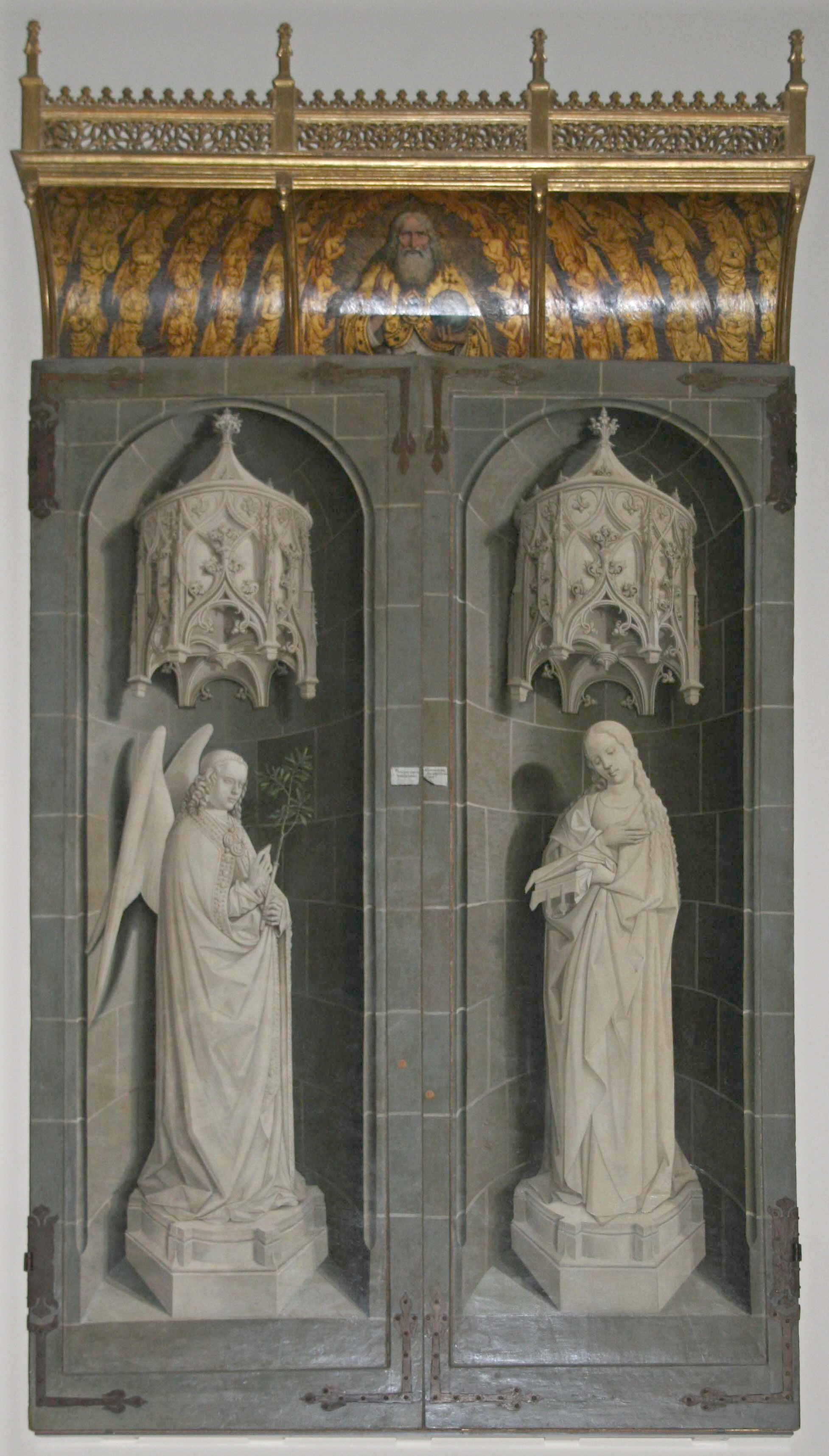
Triptyque fermé.
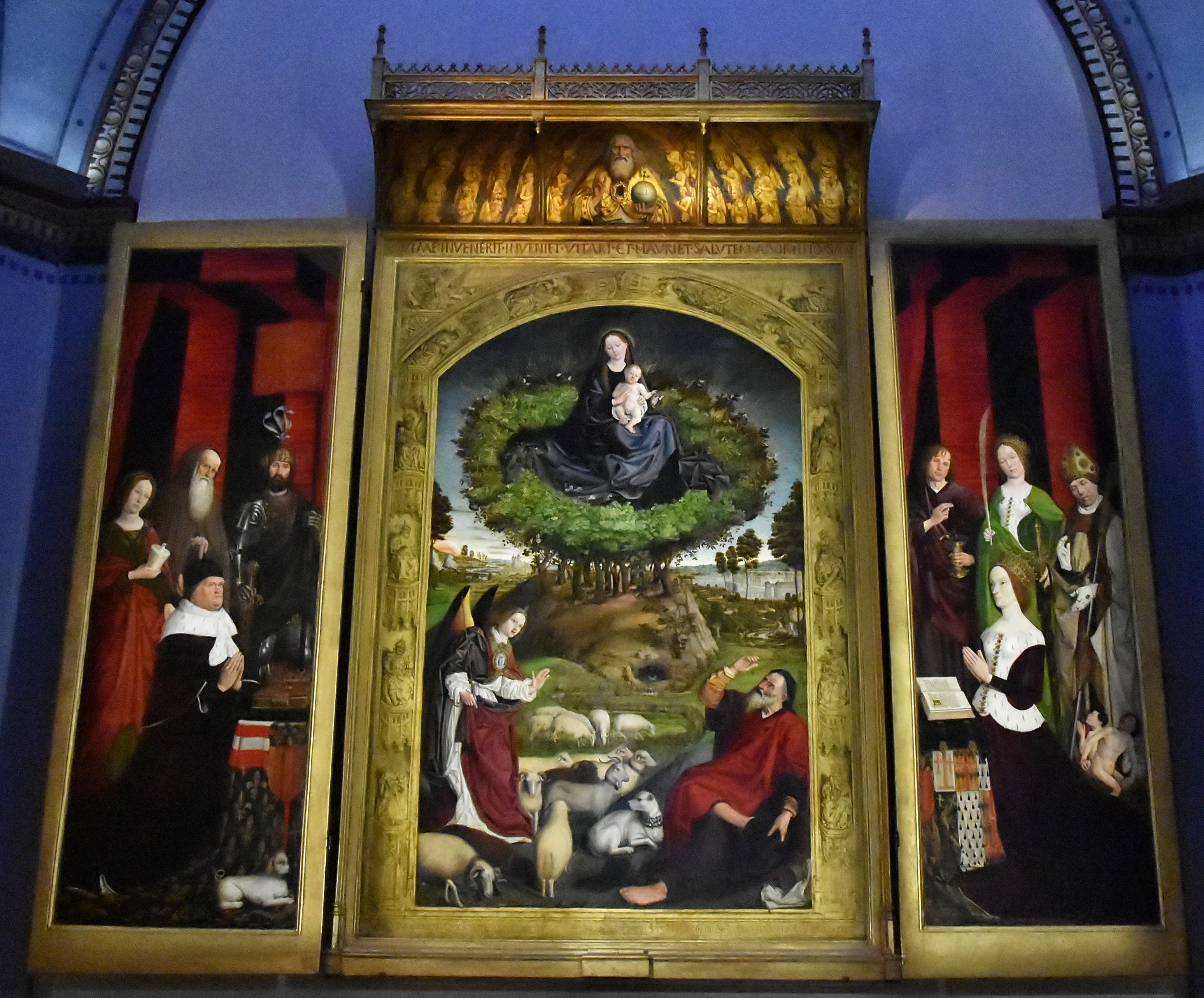
Triptyque ouvert.
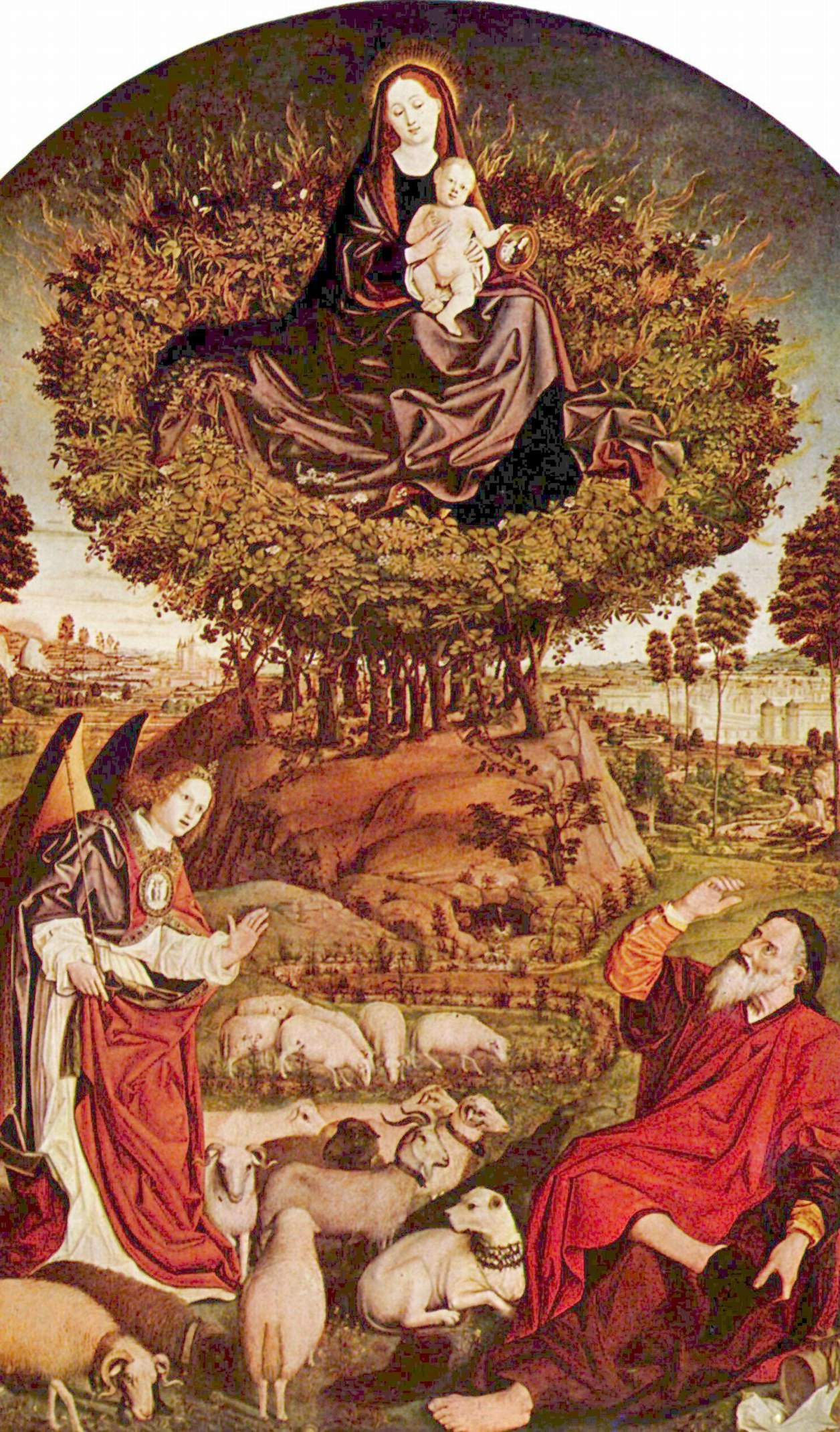
Panneau central.
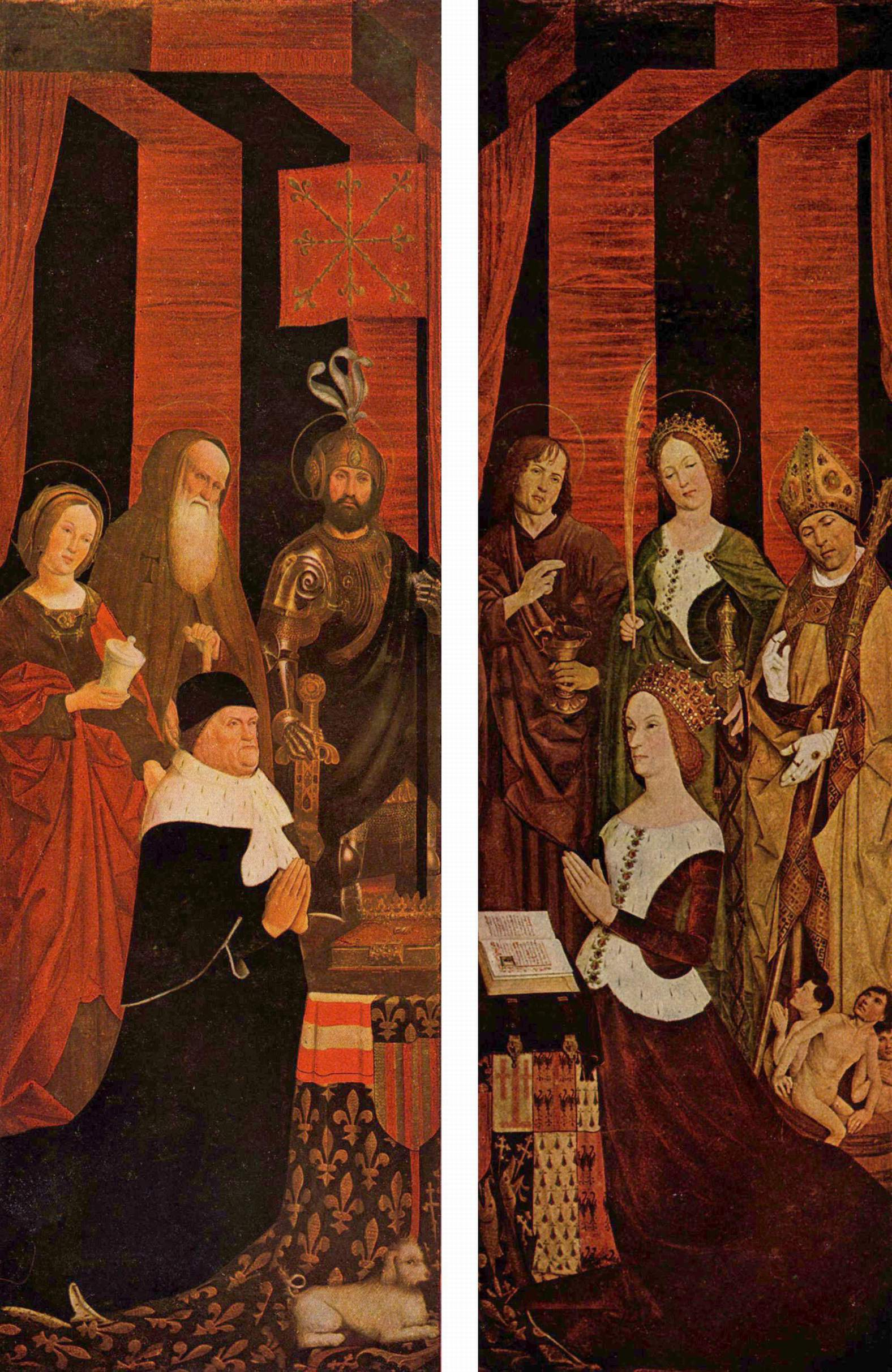
Panneaux gauche et droit.